# 谢尚果
谢尚果（1963年12月—），壮族，中华人民共和国学者，研究领域为行政管理学、行政法等，现任广西民族大学校长，第十三届全国政协常务委员。